# Liste der Realschulen in Nürnberg
Die Liste der Realschulen in Nürnberg führt alle bestehenden öffentlichen und privaten Realschulen in der Stadt Nürnberg auf.

## Legende
- Name/Koordinaten: Name des Gymnasiums sowie Lagekoordinaten. Mit einem Klick auf die Koordinaten lässt sich die Lage der Schule auf verschiedenen Karten anzeigen.
- Namensherkunft: Herkunft des Namens der Schule
- Jahr: Gründungsjahr
- Wahlpflichtfächergruppe: Die jeweiligen Wahlpflichtfächergruppe der Realschule (siehe auch Realschule#Bayern):
  - Wahlpflichtfächergruppe I: mathematisch-naturwissenschaftlicher Zweig
  - Wahlpflichtfächergruppe II: wirtschaftlich-kaufmännischer Zweig
  - Wahlpflichtfächergruppe IIIa: Zweig mit Fremdsprachenschwerpunkt Französisch
  - Wahlpflichtfächergruppe IIIb: Zweig mit Fächern im musisch-gestaltenden, hauswirtschaftlichen oder sozialen Bereich
- Träger: Träger der Schule: Freistaat Bayern (Kultusministerium), Stadt Nürnberg (Schulverwaltung), Kirchlich (Erzdiözese Bamberg oder Evangelisch-Lutherisches Dekanat Nürnberg) oder Privat
- M: Reine Mädchenschulen sind in dieser Spalte durch ein M gekennzeichnet
- Schüler: Anzahl der Schüler im Schuljahr 2016/17[1]
- Lehrer: Anzahl der Lehrer im Schuljahr 2016/17[2]
- Stadtteil: Stadtteil, in dem die Schule liegt (siehe auch Liste der Stadtteile Nürnbergs)
- B: Stadtbezirk, in dem die Schule liegt (siehe auch Liste der Stadtbezirke Nürnbergs)
- Bild: Zeigt das Gebäude der Schule
- Website: Verlinkt die jeweilige Website der Schule

## Liste
| Name Koordinaten                                             | Namensherkunft     | Jahr | Wahlpflicht- fächergruppe | Träger       | M | Schüler | Lehrer | Stadtteil                  | Bezirk | Bild           | Website |
| ------------------------------------------------------------ | ------------------ | ---- | ------------------------- | ------------ | - | ------- | ------ | -------------------------- | ------ | -------------- | ------- |
| Adam-Kraft-Realschule 49° 26′ 9,2″ N, 11° 5′ 6,3″ O          | Adam Kraft         | 1969 | I II III                  | Stadt        |   | 506     | 56     | Hummelstein                | 1      | weitere Bilder |         |
| Adolf-Reichwein-Realschule 49° 28′ 17,2″ N, 11° 5′ 9,5″ O    | Adolf Reichwein    | 1958 | I IIIa                    | Privat       |   | 324     | 28     | Großreuth hinter der Veste | 8      | weitere Bilder |         |
| Bertolt-Brecht-Schule Nürnberg 49° 24′ 52″ N, 11° 7′ 32″ O   | Bertolt Brecht     | 1975 | I II IIIa IIIb            | Stadt        |   | 661     | 45     | Langwasser Nordost         | 3      | weitere Bilder |         |
| Geschwister-Scholl-Realschule 49° 27′ 38,3″ N, 11° 2′ 7,2″ O | Geschwister Scholl | 2006 | I II IIIa IIIb            | Staat        |   | 829     | 58     | Eberhardshof               | 6      | weitere Bilder |         |
| Johann-Pachelbel-Realschule 49° 26′ 26,8″ N, 11° 1′ 11,3″ O  | Johann Pachelbel   | 2012 | I II IIIa IIIb            | Staat        |   | 639     | 43     | Großreuth bei Schweinau    | 6      | weitere Bilder |         |
| Maria-Ward-Realschule 49° 27′ 9,9″ N, 11° 5′ 24,8″ O         | Maria Ward         | 1854 | I II IIIa IIIb            | Kirche (rk.) | M | 467     | 34     | Wöhrd                      | 0      | weitere Bilder |         |
| Peter-Heinlein-Realschule 49° 24′ 42,4″ N, 11° 2′ 37,1″ O    | Peter Henlein      | 1970 | I II IIIa IIIb            | Staat        |   | 945     | 63     | Röthenbach bei Schweinau   | 5      | weitere Bilder |         |
| Peter-Vischer-Schule 49° 27′ 51″ N, 11° 4′ 1″ O              | Peter Vischer      | 1842 | I II IIIa IIIb            | Stadt        |   | 547     | 42     | St. Johannis               | 2      | weitere Bilder |         |
| Rudolf-Steiner-Schule 49° 28′ 4,5″ N, 11° 7′ 2,4″ O          | Rudolf Steiner     | 1946 |                           | Privat       |   | 929     | 66     | Steinplatte                | 9      | weitere Bilder |         |
| Sabel-Realschule 49° 26′ 42,8″ N, 11° 4′ 41,6″ O             | Gustav Adolf Sabel | 1896 | II III                    | Privat       |   | 163     | 19     | Tafelhof                   | 1      | weitere Bilder |         |
| Veit-Stoß-Realschule 49° 28′ 10,4″ N, 11° 6′ 18,1″ O         | Veit Stoß          | 1965 | I II IIIa IIIb            | Stadt        |   | 816     | 59     | Schoppershof               | 8      | weitere Bilder |         |
| Wilhelm-Löhe-Realschule 49° 27′ 16,2″ N, 11° 3′ 45,1″ O      | Wilhelm Löhe       | 1901 | II III                    | Kirche (ev.) |   | 427     | 29     | Kleinweidenmühle           | 0      | weitere Bilder |         |